# Ixyophora
Ixyophora là một chi thực vật có hoa trong họ, Orchidaceae.